# North Rock
North Rock (fr. Roche North) – niezamieszkana wyspa skalna na pograniczu Zatoki Maine i Zatoki Fundy. Jest terytorium spornym między Kanadą a Stanami Zjednoczonymi. Kanada uważa wyspę za część prowincji Nowy Brunszwik, a Stany Zjednoczone za część stanu Maine. Sporny obszar wraz z wyspą Machias Seal jest potocznie nazywany „Szarą Strefą” (ang. Grey Zone).